# Petra Sijpesteijn
Petra Marieke Sijpesteijn (Naarden, 2 februari 1971) is een Nederlandse historicus en hoogleraar Arabische taal en cultuur aan de Universiteit Leiden. 

## Jeugd
Sijpesteijn groeide op in Baarn. Ze kwam hier al vroeg in aanraking met oude geschriften: haar vader Pieter Johannes Sijpesteijn onderzocht en vertaalde Griekse papyri.

## Opleiding
Ze studeerde in 1996 af in geschiedenis met de scriptie Crisis, continuïteit of een keerpunt? Syrische steden in het Byzantijnse en Islamitische rijk. In 1997 haalde ze haar doctoraal arabistiek met Scribbles from the past, een catalogus van Arabische brieven geschreven op papyrus. Na een jaar aan de Cornell-universiteit gestudeerd te hebben, en onderzoek in Oxford, promoveerde ze aan de Princeton-universiteit. Sijpesteijn ontving verschillende onderzoekssubsidies, waaronder 3 miljoen euro van de European Research Council.

## Loopbaan
Sinds 2008 is Sijpesteijn hoogleraar Arabische taal en cultuur aan de Universiteit Leiden. Ze maakt deel uit van Leiden University Centre for the Study of Islam (LUCIS), een kenniscentrum op het terrein van islam en richt zich op de ontstaansgeschiedenis van de islam in de 6e en 7e eeuw. Sijpestein werkt met Arabische, Griekse en Koptische papyri uit de islamitische periode als historische bronnen, maar geeft vooral Arabische papyri uit. Sijpesteijn is behalve hoogleraar Arabische taal en cultuur ook een van de tien Arabische papyrologen ter wereld. Haar onderzoek richt zich op de relatie tussen islam en politieke macht in het Midden-Oosten. Door het ontcijferen van Arabische papyri wil ze ertoe bijdragen om het statische beeld van de islam dat in de hedendaagse discussies gebruikt wordt bij te stellen.
In juni 2022 werd ze gekozen tot buitenlands corresponderend lid van de Académie des inscriptions et belles-lettres. In april 2024 werd ze benoemd tot corresponderend lid van de Oostenrijkse Academie der Wetenschappen. Eveneens in 2024 werd Sijpestein benoemd als fellow van de British Academy. Ze is bestuurslid bij de Association International de Papyrology, de G.H.A. Juynboll Stichting en het Oosters instituut. Op 19 februari 2025 werd Sijpesteijn tijdens een ledenvergadering van de Koninklijke Hollandsche Maatschappij der Wetenschappen (KHMW) benoemd tot Wetenschappelijk Lid. 